# Plaça Farners
La plaça Farners de Santa Coloma de Farners (Selva) és un conjunt inclòs en l'Inventari del Patrimoni Arquitectònic de Catalunya.

## Descripció
La Plaça Farners és un espai urbà obert, situat al costat esquerre de l'església de Santa Coloma de Farners. La seva forma és quasi rectangular amb una prolongació trapezoïdal cap al carrer del Prat. A la zona central hi ha una àrea rectangular amb paviment de terra voltada per quatre carrers amb el perímetre delimitat pels arbres plataners formant una U. El costat obert deixa veure l'església i, en primer terme, la porxada anomenada Les Mesures que és l'element més característic de la plaça. Un dels costats és utilitzat per un dels bars amb taules i cadires. La plaça està envoltada de bancs de pedra i en un angle destaca una font de ferro amb una escultura petita al capdamunt. A l'altre extrem d'aquesta font, prop de l'església hi ha un monument dedicat a Salvador Espriu obra de l'escultor de Subirachs.

## Casa als números 4-5

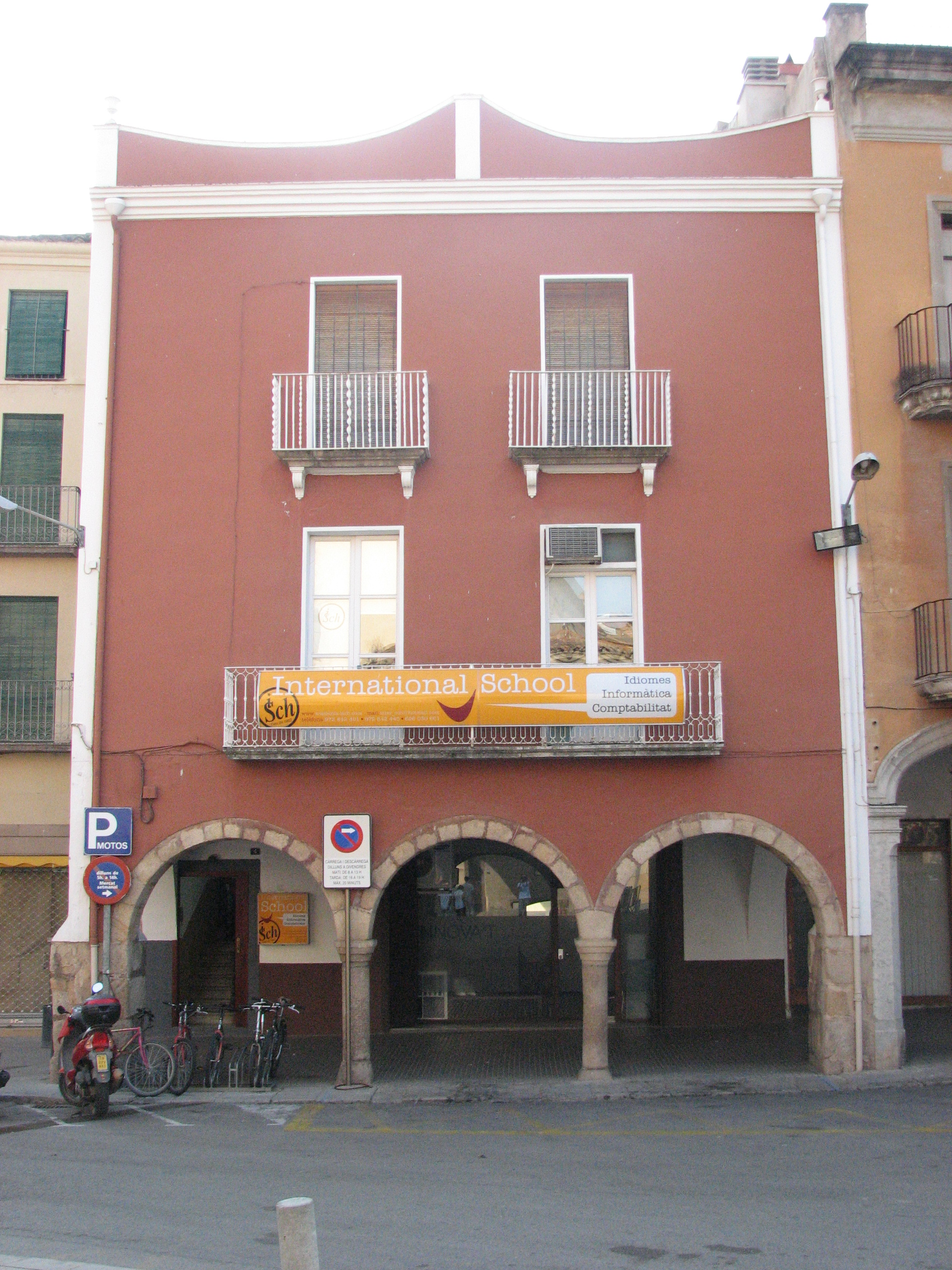
Casa als números 4-5

Aquest edifici està situat a un extrem de la plaça, just al xamfrà amb l'inici del carrer Major. Es tracta d'una casa de tres plantes amb porxada d'arcs de mig punt de pedra que continua en la casa del costat. Les obertures són rectangulars senzilles i, les del primer pis, s'obren a un balcó corregut, mentre que les del segon tenen un balconet cadascuna. Les baranes són de ferro pintades de blanc. L'edifici està coronat per una motllura recta sobre la qual s'aixeca una cornisa ondulada de dos trams acabada amb tres florons. Tot el parament és pintat d'un vermell intens i els angles, les cornises i els marcs de les obertures són blancs.

## Casa als números 6-7

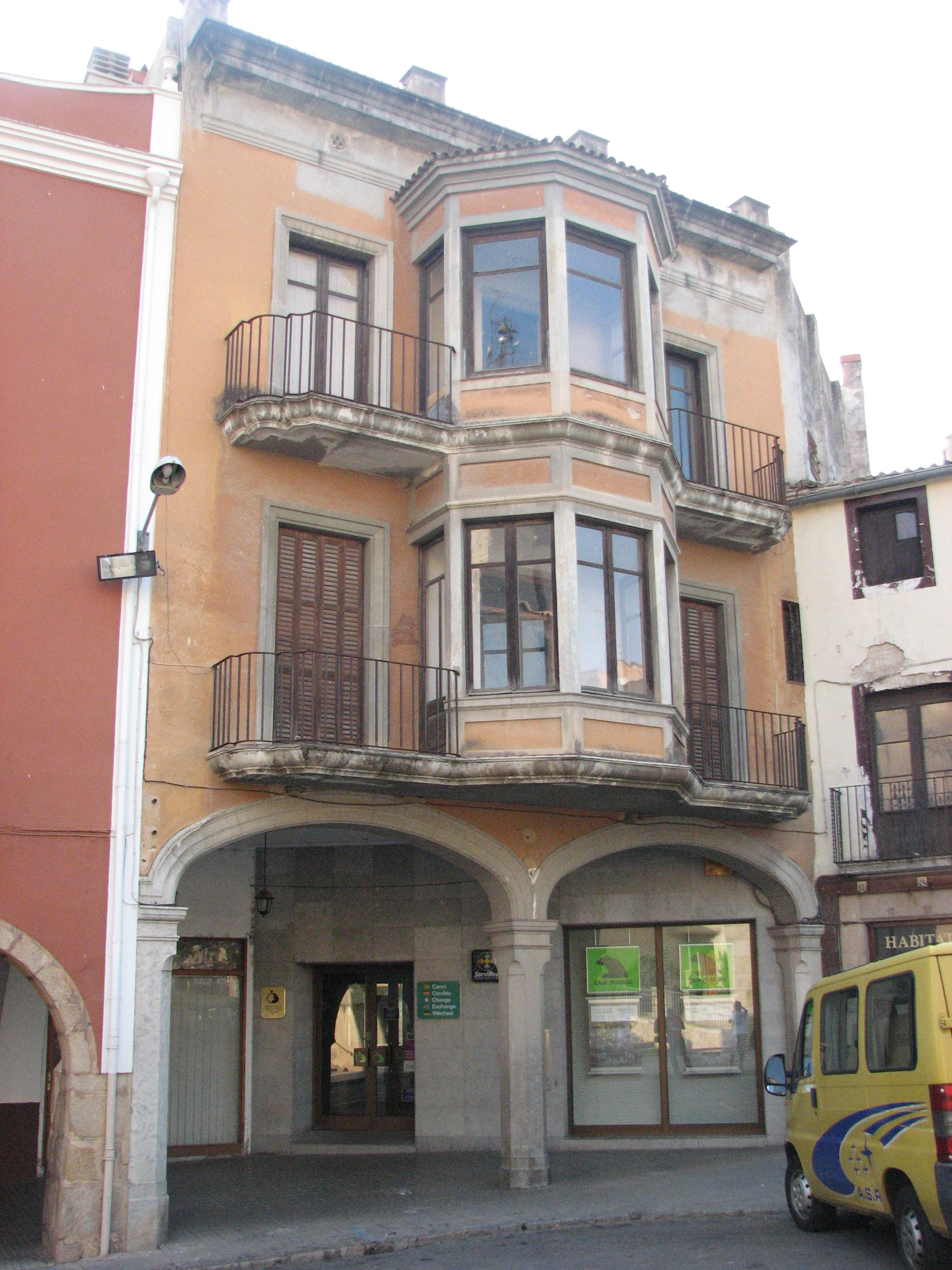
Casa als números 6-7

Edifici entremitgeres de tres plantes, amb porxada a la planta baixa i galeria central de forma pentagonal amb balcons a banda i banda. Aquesta petita galeria que sobresurt de la façana, està coberta amb teula àrab a diferència de tot l'edifici, que presenta un gran terrat amb barana de ferro a la part superior, sobre la cornisa. La porxada és de dues arcades d'arc carpanell sobre pilastres de pedra que segueix la línia de la façana de la casa del costat. Les obertures del primer i segon pis són rectangulars i estan conformades amb pedra, els balcons són de barrots de ferro forjat. La resta del parament és arrebossat i pintat de color taronja, menys la paret de la planta baixa, sota la porxada, que és coberta de plaques de pedra. En aquesta planta actualment hi ha ubicada una entitat bancària.

## Les Mesures

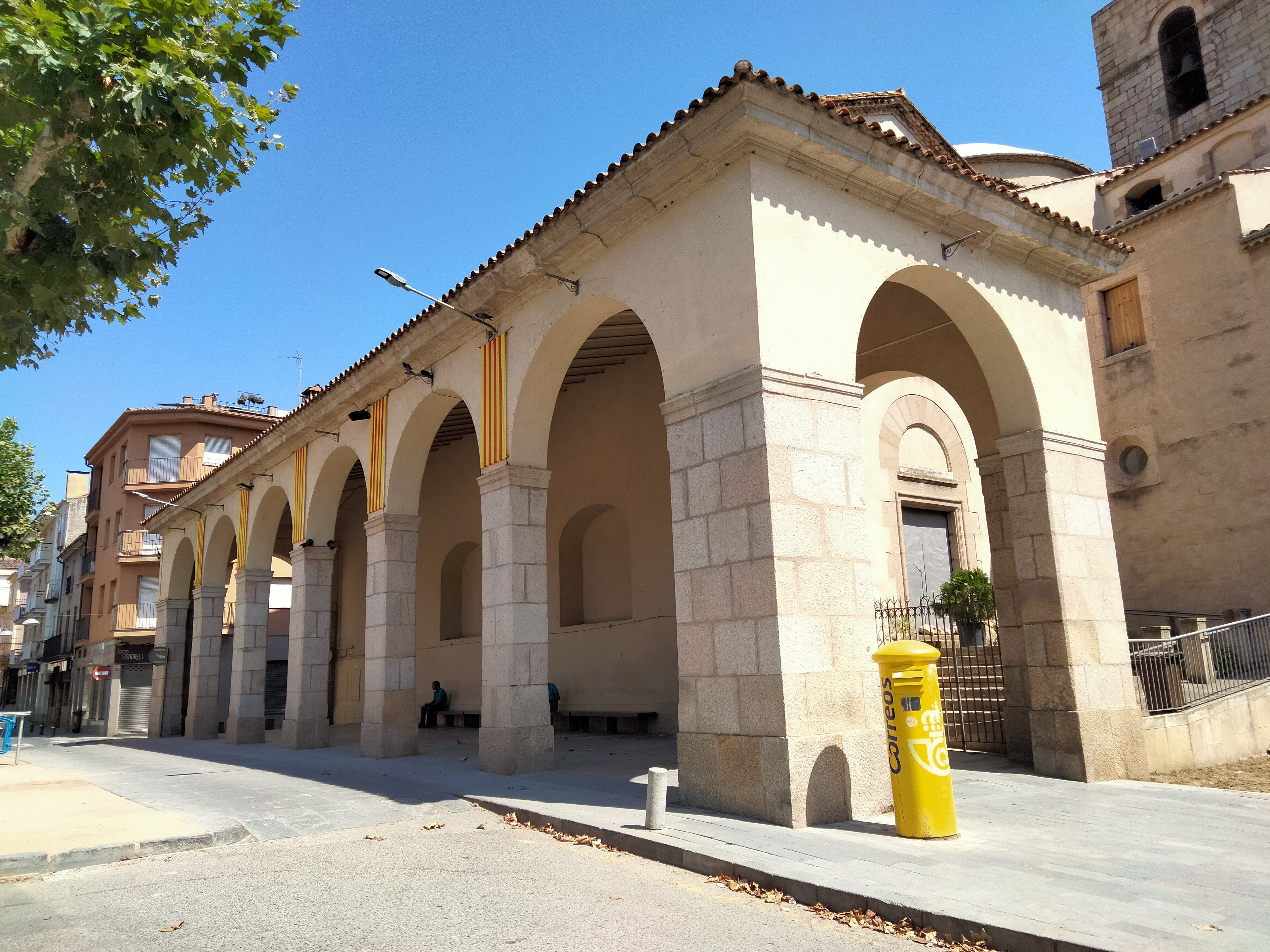
Les Mesures

El porxo anomenat les Mesures és una construcció de planta rectangular, de sis arcs de mig punt frontals correguts, un de lateral per banda i un altre al costat oposat. És adossat al lateral de la capella dels Dolors. Els pilars són carreus de granit ben escairat i les arcades són arrebossades i pintades. La teulada de teula àrab té dos tremujals. Al mur de la capella hi ha dues obertures cegues d'arc carpanell i un banc de pedra corregut.

## Història
El 27 de juliol de 1344 Pere el Cerimoniós concedeix a Santa Coloma de Farners, a petició dels Vilademany, el privilegi de celebrar mercat els dimecres que a finals del segle xvii es trasllada al dilluns. Des d'un principi i fins a l'actualitat el lloc de celebració d'aquest mercat setmanal ha estat la plaça Farners. Primer s'utilitzava l'espai entre l'església, la casa Farners i el "torrent del merder". Entre 1750 i 1760 s'enderrocà la presó i es construí la capella dels Dolors i les primeres noves Mesures, alhora que es cobria el torrent del merder. El 1781 s'instal·là a la plaça una font pública i uns abeuradors. L'any 1874, durant la tercera guerra carlina, la casa Farners va ser cremada. El 21 de juny de 1880 en un ple extraordinari s'acordava l'ampliació de la plaça. L'any 1883 l'ajuntament urbanitzà la nova plaça ampliant l'espai a l'antic solar d'aquesta casa i ajuntant la plaça del carrer del Prat.
La Plaça Farners ha tingut diferents noms al llarg de la història: Plaça del Creuet o dels tossinos, de la Constitució, Plaça de la Republica i Plaza del Generalísimo.